# Keyword
Keyword, słowo kluczowe, wyraz kluczowy – charakterystyczny ciąg znaków stosowany jako wyróżnik w dokumentach, wspomagający proces wyszukiwania informacji. W szczególności słowo kluczowe może być określeniem zawierającym kilka wyrazów języka –  frazę kluczową – na przykład „wynajem mieszkań”.
Wyszukiwanie oparte na słowach kluczowych jest powszechnie wykorzystywane do wyszukiwania i selekcji literatury. Słowa kluczowe są niezbędne do reprezentowania koncepcji wiedzy i strukturyzacji dziedzin badawczych. Mają one fundamentalne znaczenie w wyrażaniu tematu, treści i idei literatury. Słowa kluczowe są niezbędne do podsumowania treści dokumentu i ułatwienia skutecznego wyszukiwania. Dodatkowo słowa kluczowe są używane do rekomendowania ważnych aspektów prac naukowych.
Słowa kluczowe są używane również do opisu zawartości pozycji przy tworzeniu zbiorów plików muzycznych, płyt CD, e-booków, zdjęć cyfrowych, filmów, a nawet prac dyplomowych czy magisterskich. Następnie mogą być one wykorzystywane przez użytkowników podczas definiowania zapytań w mechanizmie wyszukiwania informacji. Typowym przykładem takiego zastosowania jest wyszukiwanie wiadomości w internetowych encyklopediach (np. Wikipedii) lub słownikach (np. Wikisłowniku).

## W opisach dokumentów HTML
Przykładowo, słowo kluczowe w dokumencie HTML jest ciągiem znaków umieszczanym w części nagłówkowej dokumentu i traktowanym jako metadane, na przykład:
```
<
META
 
NAME
=
"Keywords"
 
CONTENT
=
"komputer, Internet, edytor, HTML"
>

```

Wpis ten informuje sieciowe programy indeksująco-wyszukiwawcze o słowach kluczowych dokumentu, zwracając przykładową wartość:
Keywords: (komputer, Internet, edytor, HTML)
Słowa kluczowe są umieszczane w specjalnie wydzielonej sekcji bazy danych wyszukiwarki, co zwiększa szansę znalezienia strony przez użytkowników sieci. Powinny one być także wyróżniane przez stosowanie odpowiednich znaczników nagłówkowych, na przykład:
```
<
H1
>
Jaki komputer wybrać?
</
H1
>

<
H2
>
Co lepsze – laptop czy komputer stacjonarny?
</
H2
>

```

To autor dokumentu decyduje, jakie są istotne elementy strony i w powyższym przykładzie wyróżnionymi słowami kluczowymi są komputer, laptop oraz komputer stacjonarny. Wybór słów kluczowych jest jednym z najważniejszych elementów, które decydują o widoczności strony w wyszukiwarce. Dla scharakteryzowania danej strony zazwyczaj wystarcza, jedno lub dwa słowa kluczowe, a rzadziej kilka lub kilkanaście określeń – generalnie wszystko zależy od konkretnego przypadku i celu, jaki chcemy osiągnąć.
Ważne jest również, by nie powtarzać słów kluczowych w celu tak zwanego podbicia rankingu (np. free, free, free), gdyż wiele wyszukiwarek może to potraktować jako spam lub próbę oszustwa mechanizmu i wykluczyć całkowicie stronę z indeksu. Technika ta nazywana jest keyword stuffing. Nie należy także używać szczególnie popularnych słów kluczowych, poszukiwanych przez internautów, jeśli strona w ogóle się z nimi nie wiąże, gdyż jest to postępowanie nieetyczne, a zaawansowane mechanizmy indeksujące mogą wykryć tę manipulację i postąpić w sposób jak wyżej.

## W wyszukiwarkach internetowych
Większość wyszukiwarek internetowych jest zaprojektowana tak, aby wyszukiwać słowa w dowolnym miejscu dokumentu – w tytule, meta-informacjach, treści, opisie elementów medialnych. W takim przypadku słowem kluczowym może być dowolny termin, który istnieje w dokumencie. Zwykle pierwszeństwo mają słowa, które występują w tytule. Większym priorytetem traktowane są słowa, które powtarzają się wiele razy, oraz słowa, które są jawnie przypisane jako słowa kluczowe w kodowaniu. Podczas wyszukiwania po słowie kluczowym terminy można dodatkowo doprecyzować za pomocą operatorów logicznych, takich jak „AND, OR, NOT”. „I” jest zwykle niepotrzebne, ponieważ większość wyszukiwarek je wnioskuje. „OR” spowoduje wyszukanie wyników za pomocą jednego lub drugiego wyszukiwanego hasła lub obu. „NOT” eliminuje słowo lub frazę z wyszukiwania, pozbywając się wszelkich wyników, które je zawierają. Wiele słów można również ująć w cudzysłowy, aby przekształcić poszczególne terminy indeksu w określoną frazę indeksu. Wszystkie te modyfikatory i metody pomagają zawęzić wyszukiwane terminy, aby lepiej zmaksymalizować dokładność wyników wyszukiwania.